# FC Aldershot
Der FC Aldershot war ein Fußballverein aus der englischen Stadt Aldershot. Der Klub bestand zwischen 1926 und 1992 und spielte insbesondere im unterklassigen Bereich der Football League. Nach der Insolvenz des Klubs gründete sich mit Aldershot Town noch 1992 ein Nachfolger.

## Geschichte
Der FC Aldershot gründete sich 1926 und trat im folgenden Jahr der Southern Football League bei. 1932 gewann die Mannschaft dort die Meisterschaft und wurde in die Football League gewählt, wo sie zunächst in der Third Division South antrat. Hier platzierte sie sich vornehmlich in der unteren Tabellenhälfte und wurde nach einem 18. Tabellenplatz im Sommer 1958 der neu gegründeten viertklassigen Fourth Division zugeteilt. 1973 stieg die Mannschaft wieder in die Drittklassigkeit auf, konnte sich hier aber nur bis 1976 halten. 1987 gewann der FC Aldershot die neu eingeführten Relegationsspiele und kehrte in die dritthöchste Spielklasse zurück. Direkt gegen den Abstieg spielend verpasste die Mannschaft 1989 als Tabellenletzte mit acht Siegen in 46 Spielen den Klassenerhalt deutlich. In der Folge geriet der Klub immer stärker in finanzielle Probleme. Letztlich musste der Klub im Frühjahr 1992 während des laufenden Spielbetriebs Insolvenz anmelden.